# Кафана Атина (Теразије)
Кафана „Атина” била је култна београдска кафана која се налазила у приземљу Палате Атина на Теразијама. Кафана је отворена убрзо по изградњи, а нешто касније добија име у „Атина” и по њој ће бити названа и сама зграда, која данас има статус споменика културе. У периоду после Другог светског рата кафана постаје млечни ресторан „Атина”, чувен по пирошкама са сиром, а 80-их година и једна од првих београдских пицерија. Затворена је 90-их година, после распада Југославије и на њеном месту отварају се локали различите намене.

## Историја зграде

### Настанак Теразија
До средине 19. века Теразије су биле периферија тадашњег Београда. Средином 40-тих година, када је Општином председавао Илија Чарапић, Милош Обреновић издаје наредбу да се занатлије из Савамале иселе и настане брисани простор између Стамбол капије и Славији. Међутим, нико није желео да своју занатску радњу пресели тако далеко од вароши, чији је центар тада био простор око Саборне цркве, иако је војвода Чарапић делио бесплатне плацеве свакоме ко би пристајао да их огради. Занатлије су пристале на пресељење тек пошто је старешина ковачког еснафа добио 25 удараца шибом. Тек тада су, на већ уређеном плацу, почеле ницати приземне куће и једноспратнице. Ширење Београда ван шанца почело је упоредо са увођењем воде у варош. Зидани водовод – ђериза тада је већ постојао у Београду, а вода је у њега допремана из мокролушких извора. Дуж њега су Турци на одређеним даљинама сазидали куле, од којих су, како историчар Милан. Ђ. Милићевић бележи, "цевима изводили воду да би она добила виши скок за свој даљи ток". Пошто су Турци ове куле звали теразије за воду, овај трг је добио назив Теразије. Једна од тих кула налазила се на самим Теразијама. На њеном месту касније је сазидана Теразијска чесма.
Од краја 19. века Теразије постају не само језгро друштвеног живота, већ и културно-историјских здања чији значај неће минути до данас. Истовремено са зидањем чесме почињу да се зидају вишеспратнице, од којих неке и данас красе овај београдски трг. Међу њима је била и данашња Палата Атина.

### Палата Атина
Палату атина подигао је угледни београдски трговац Ђорђе Вучо. Била је то једна у низу палата које су ницале на потезу од двора ка теразијској чесми. Планове за ову двоспратну зграду, изграђену према европским узорима, израдио је познати српски архитекта и урбаниста Димитрије Т. Леко. Као и остале тада изграђене зграде на овом потезу и ова је била двојне, стамбено-пословне намене. У приземљу су се налазили локали за издавање у којима је 1902. године трговац Коста Дада отворио продавницу колонијалне и деликатесне робе и кафану.

## Историја кафане

### Кафана „Код два тигра”
На месту на ком је саграђена Палата Атина раније се налазила кућа у којој је била мање угледна кафана „Код два тигра” дворског подрумџије Р. Јанковића. Према писању Бранислава Нушића, била је то једина кафана са те стране Теразија: „само једна ниска и врло интересантна кафаница”. Податак о томе како је и зашто добила то име није сачуван, али је остао запис да је била „бирцуз са педигреом” у коме је дане и ноћи проводио чувени српски сликар, песник, приповедач, драмски писац и учитељ Ђура Јакшић.

### Кафана „Атина”
Тих година у Београд се доселио Антоније де Франко, познатији у варошким круговима као Дифранко. Њега је у српску престоницу довео Никола Пашић, као кувара краља Петра I. Временом, Антоније де Франко се осамостаљује и у приземљу Вучине зграде на Теразијама отвара кафану под именом „Атина“ (по њој ће касније и цела зграда понети име). Овакво име било је у складу са тадашњим трендом да се кафанама дају имена европских престоница и других великих градова (тада су у Београду постојале популарне кафане са именима „Петроград”, „Златан Праг”, „Одеса”, „Њујорк”, „Берлин”, „Лондон”, „Париз”, „Солун”, „Видин”, „Софија”, „Мали Париз”, „Мостар”, „Севастопољ”, „Бели Петроград” и сличним). Како де Франко није био превише вешт кафеџија, убрзо уместо ресторана отвара посластичарницу којој даје своје име - „Дифранкова посластичарница”. Улази у посао са још неколико ресторана и хотела у Београду, што га доводи до банкрота, па 1927. године затвара посластичарницу. Кафана мења закупце и једно време носи називе „Златан лав“ и „Триглав“.
Ренесансу доживљава преласком у руке искусног Јоксима Вуковића, који је реновира, враћа јој име „Атина” и ово убрзо постаје место на коме се окупља угледна господа, политичари, уметници и сви они којима је стало да буду виђени. Точи се Вајфертово пиво, служе се специјалитети домаће и интернационалне кухиње, организују тематске гурманске вечери и сваке вечери наступа неки од бољих београдских оркестара. Да је у питању кафана на гласу сведочи и новински запис из 1940. године, према коме је „Атина“ добила прву награду Београдске општине за уређење, ред и чистоћу радње.

### Млечни ресторан „Атина”
По завршетку Другог светског рата у Југославији долази до промене власти, па тиме и власничке структуре. У новом систему „Атина” постаје локал „Градског млекарства“ и мења име у Млечни ресторан „Атина“. Уместо скупих јела у ресторану се служи се качамак са млеком и чувене пирошке са сиром. О квалитету хране која се служила говори и податак да је у почетку „Атина“ снабдевала студентски ресторан Машинског факултета укусним и јефтиним пецивима. Касније ресторан послује у саставу Пољопривредног комбината Београд и има своју испоставу на почетку шеталишта на Ади Циганлији.
Временом је „Атина“ постала пицерија, једна од првих у граду. Прве пице у Београду служиле су се у ти ПКБ-ове пицерије: пицерији „Атина” на Теразијама, пицерији „Београд” и пицерији „Снежана”, која и дан данас постоји. На шалтеру у излогу са леве стране, кроз који је могла да се види машина за печење пица која се врти у круг, и даље су се продавале чувене пирошке.
Током 90-их пицерија „Атина“ је затворена, што је био случај са многим кафанама и ресторанима у друштвеном власништву. На њеном месту касније се отвара низ локала различите намене - продавница, ресторана, кафетерија и кафана.